# Jair Enrique Iglesias
Jair Iglesias (Barranquilla, Atlántico, Colombia; 27 de marzo de 1988) es un exfutbolista colombiano. Jugó como defensa en varios clubes, 

## Clubes
| - Club            | País     | Año         |
| ----------------- | -------- | ----------- |
| Alianza Petrolera | Colombia | 2006        |
| Atlético Bello    | Colombia | 2007 - 2008 |
| Atlético Nacional | Colombia | 2008 - 2011 |
| Deportivo Cali    | Colombia | 2011 - 2013 |
| Itagüí F.C.       | Colombia | 2013 - 2014 |
| Deportivo Pereira | Colombia | 2014 - 2016 |

## Palmarés

### Torneos nacionales
| Título          | Club              | País     | Año  |
| --------------- | ----------------- | -------- | ---- |
| Torneo Apertura | Atlético Nacional | Colombia | 2011 |